# Bettina Goislard
Bettina Goislard, née le 11 novembre 1974 à Saumur en France et morte le 16 novembre 2003 à Ghazni en Afghanistan, est une employée française du Haut commissariat pour les réfugiés des Nations unies, travaillant en Afghanistan. Elle est la première personne à mourir en mission pour l'ONU depuis la chute du régime des Taliban en décembre 2001.

## Biographie
Fille d'un diplomate français, Bernard Goislard, et d'une mère écossaise, elle est née à Saumur en 1974. Après des études d'histoire à l'université de la Sorbonne et une spécialisation en arabe effectuée au Caire, en Égypte, elle intègre un 3e cycle universitaire de négociation et de diplomatie à Paris XI Sceaux . Dans le cadre de cette formation, elle réalise sa première mission pour l'ONU au Rwanda. Après une courte mission pour Handicap International à Lyon, elle est recrutée comme VNU (Volontaires des Nations unies) et travaille au Rwanda, en Guinée puis en Afghanistan à partir de juin 2002.
Sa mission en Afghanistan se situe à Ghazni, elle consiste à organiser le retour des réfugiés qui sont partis vers l'Iran. Dans le cadre de cette mission, elle s'investit fortement en faveur des Afghans, notamment en essayant de nouer des relations entre des communes françaises et afghanes.
Le 16 novembre 2003, alors qu'elle circule dans Ghazni dans un véhicule clairement identifié du HCR, deux hommes à moto mitraillent son véhicule. Elle est grièvement blessée et meurt quelques minutes plus tard, alors que son chauffeur est blessé. Les auteurs des coups de feu sont rattrapés par les passants qui, choqués par leur acte, commencent à les frapper, avant que n'intervienne la police. Zia Ahmad et Abdul Nabi sont condamnés à mort quelques mois plus tard et attendent encore aujourd'hui l'exécution de leur peine.
Le commanditaire identifié de l'action terroriste envers l'ONU est en fuite dans les zones tribales pakistanaises. Le 18 novembre, les Talibans avaient revendiqué l'attaque.
Le corps de Bettina Goislard est transféré le 16 novembre de Ghazni vers Kaboul dans un long convoi d'Afghans souhaitant lui rendre hommage. Elle est enterrée au cimetière britannique de la ville.

## Distinctions et hommages
- Bettina Goislard est chevalier de la Légion d'honneur.
- Elle reçoit le 23 février 2009 à titre posthume la médaille de citoyenne d'honneur par Jacques Auxiette, président du Conseil régional des Pays de la Loire, dans le cadre de la présentation de l'exposition Femmes en résistance mettant également en exergue les combats de femmes ligériennes.
- Chaque année, son université de 3e cycle remet un prix « Bettina Goislard ».
- Depuis mai 2006, l'amphithéâtre du lycée Pierre-Mendès-France de Savigny-le-Temple en Seine-et-Marne où elle a fait ses études porte son nom.